# Ван Истердал, Шарль
Шарль Теофиль Луи Жозеф ван Истердал (фр. Charles Theophile Louis Joseph нидерл. van Isterdael; 22 мая 1873, Монс — 5 марта 1962, Гаага) — бельгийско-нидерландский виолончелист и музыкальный педагог.

## Биография
Окончил Брюссельскую консерваторию, ученик Эдуарда Якобса. Преподавал в Монсе, затем с 1904 года работал в Гааге, совмещая пост профессора в Гаагской консерватории и пульт концертмейстера виолончелей в Гаагской опере и в Резиденти-оркестре (с которым временами выступал и как солист). Кроме того, на протяжении более чем 20 лет играл в созданном в 1918 году Гаагском струнном квартете. Записал Panis Angelicus Сезара Франка (1924, вместе со скрипачом Самом Свапом).
Ван Истердалу посвящены Романс для виолончели и фортепиано Лудольфа Нильсена (1912), Сонаты для виолончели и фортепиано Франсуа Расса (1916) и Шарля Кеклена (1917), Соната для виолончели соло Бернхарда ван ден Сигтенхорст-Мейера (1926).
Опубликовал небольшую книгу воспоминаний (1957).